# Луцавсала
Луцавсала (латис. Lucavsala) — острів, розташований на річці Даугава в Ризі, Латвія. Має населення 98 чоловік.

## Розташування та географія
Луцавсала є частиною  передмістя Земгале і  району Салас.  Він розташований на річці Даугава, біля острову Закюсала, місце Ризької телевежі.  Острівний міст з'єднує Луцавсалу з рештою Риги. Луцавсала має одну вулицю Lucavsalas iela, тринадцять приватних будинків, і більш ніж шість сотень маленьких садів. Є плани побудувати хокейний зал на острові. 
Іншими особливостями Луцавсали є пам'ятник російським солдатам, які загинули під час Великій Північній війні,  плавальний басейн, а також парк для вейкбордингу.  Луцавсала є популярним місцем купання, центром відпочинку та спорту, а також центром академічного веслування.

## Історія
Луцавсала був створений в 18 столітті, об'єднавши багато дрібних островів у довгий і вузький Jumpravsala. Це сталося через будівництво дамби, яка була створена для контролю над водами Даугави. Гребля також об'єднала острів Віберта з материком і зробила острів Звіргдзу півостровом, або напів-островом. На території колишньої дамби, яка об'єднала багато островів, був побудований Південний міст. Назва Lucavsala походить від імені знатного людини на ім'я Klauss Lucavs, який жив на одному з цих островів.  Його особняк був названий Lucavmuiža. З 1904 р.  Луцавсала є частиною району Салас Риги.
9 липня 2014 року Ризька міська рада проголосувала за продаж 102.9 га землі на Луцавсалі, посилаючись на необхідність розвитку острова, який коштував би більше, ніж міська влада мала коштів, щоб дозволити собі.  Протестуючі зібралися, щоб показати свою протидію цьому рішенню, стверджуючи, що рада не має повноважень продавати землю. 
У 2015 та 2016 роках острів був домом для російського фестивалю сучасної музики «Kubana», який не схвалюється владою в Латвії. 
З 2015 року острів став популярним місцем проведення концертів. 21 червня 2017 року Foo Fighters виступали в парку, а 27 липня Red Hot Chili Peppers виступали в парку в рамках  The Getaway World Tour . У 2018 і 2019 роках виступають такі виконавці, як Джеймс Артур, Ед Ширан, Rammstein

## Gallery
| A small creek in Lucavsala.     |
| Невеликий струмок на Луцавсалі. |

| Gulf formed by Daugava River.    |
| Затока, утворена річкою Даугава. |

| Relaxation and sports centre. |
| Центр релаксації та спорту.   |

| Map of park at the north of Lucavsala. |
| Карта парку на північ від Луцавсали.   |